# 埃奇蒙特 (阿肯色州)
埃奇蒙特（英語：Edgemont）是位於美國阿肯色州克利本縣的一個非建制地區。該地的面積和人口皆未知。

## 地理
埃奇蒙特的座標為35°36′08″N 92°11′47″W / 35.60222°N 92.19639°W，而該地的平均海拔高度為175米（即574英尺）。